# Chillón
Chillón é um município da Espanha na província de Ciudad Real, comunidade autónoma de Castilla-La Mancha, de área 207,78 km² com população de 2153 habitantes (2006) e densidade populacional de 10,57 hab/km².

## Demografia

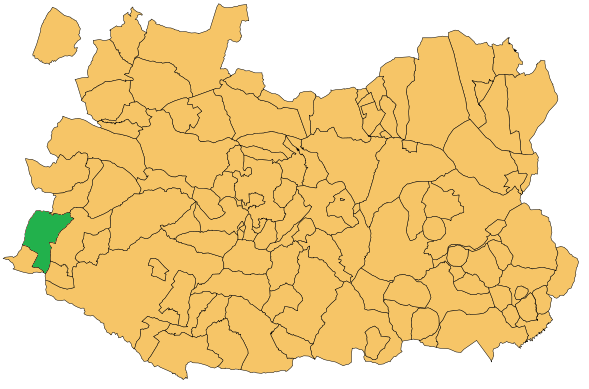
Mapa de localização

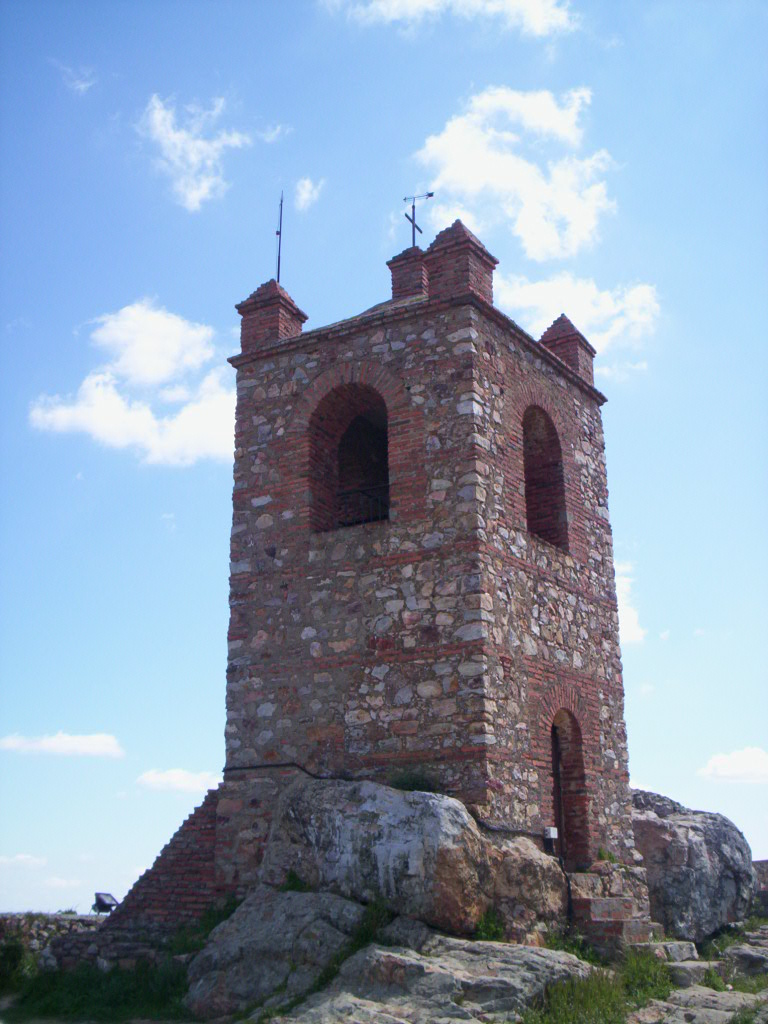
Ermita de la Virgen del Castillo

| Variação demográfica do município entre 1991 e 2004 | Variação demográfica do município entre 1991 e 2004 | Variação demográfica do município entre 1991 e 2004 | Variação demográfica do município entre 1991 e 2004 |
| --------------------------------------------------- | --------------------------------------------------- | --------------------------------------------------- | --------------------------------------------------- |
| 1991                                                | 1996                                                | 2001                                                | 2004                                                |
| 2587                                                | 2438                                                | 2275                                                | 2201                                                |